# Amberre
Amberre település Franciaországban, Vienne megyében. Lakosainak száma 565 fő (2022. január 1.). Amberre Chouppes, Cuhon, Mirebeau, Saint-Martin-la-Pallu és Champigny en Rochereau községekkel határos.

## Népesség
A település népességének változása:
| Lakosok száma | 561  | 569  | 591  | 576  | 577  | 580  | 575  | 570  | 565  |
|               | 2013 | 2015 | 2016 | 2017 | 2018 | 2019 | 2020 | 2021 | 2022 |